# تونی دابلاس
تونی دابلاس (انگلیسی: Toni Doblas؛ زادهٔ ۵ اوت ۱۹۸۰) بازیکن فوتبال اهل اسپانیا است.
از باشگاه‌هایی که در آن بازی کرده‌است می‌توان به باشگاه فوتبال هلسینکی، باشگاه فوتبال خزر لنکران، باشگاه فوتبال اکسترمادورا، باشگاه فوتبال رئال ساراگوسا، باشگاه فوتبال اوئسکا، باشگاه فوتبال رئال بتیس، باشگاه فوتبال خرز، و باشگاه فوتبال ناپولی اشاره کرد.